# Паспарту

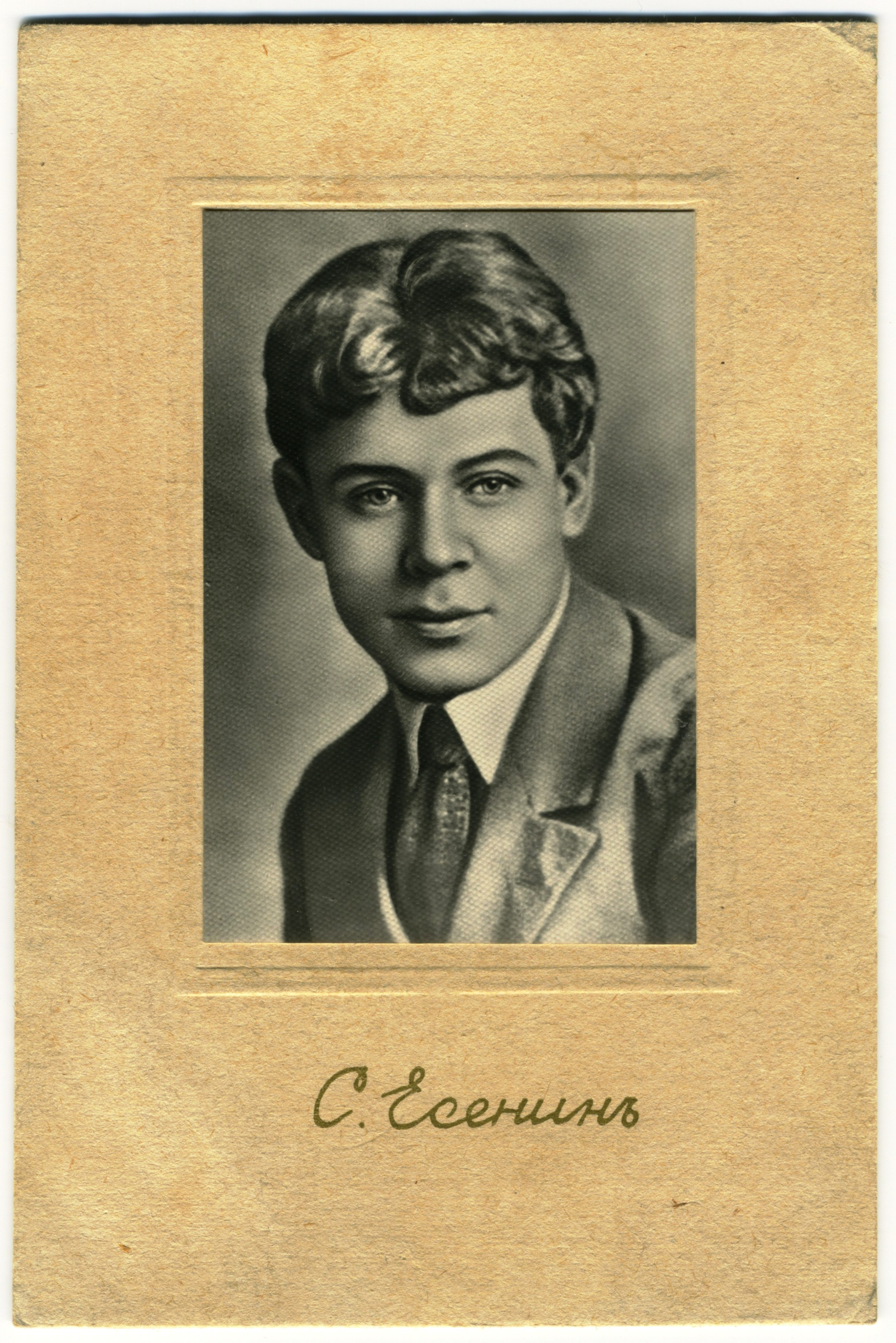
Паспарту с портретом и автографом Сергея Есенина

Паспарту́ (фр. passe partout) — кусок картона или бумаги с вырезанным в его середине отверстием под рамку, в которую вставляют фотографию, рисунок или гравюру. Это позволяет свободнее подбирать размер рамки под размер изображения. Кроме того, на паспарту часто располагают поясняющие подписи, автограф изображённого.
Также паспарту — эстамп, напечатанный с гравированной вглубь на меди или с ксилографической доски с приставкой к ней другой такой же доски, которую можно менять на иные.
Паспарту называются также обычные в XVIII столетии гравированные иглой или офортом рамки, которые, оставаясь одними и теми же, окружают собой различные изображения, гравированные отдельно от них, на особых досках.
В книгопечатании паспарту — политипажная орнаментация фигурных букв в книге, когда при печатании нескольких таких букв, для орнамента служит одна и та же доска, а меняются только сами буквы.
В современном оформлении есть множество видов паспарту, которые различаются по типу основы, цвету и составу. Картины и другие художественные работы оформляют в музейное паспарту, которое состоит из натуральных хлопковых волокон без химических примесей. Этот картон мало подвержен окислению, благодаря чему художественная работа остается в сохранности на долгое время.

## Назначение паспарту
Имея богатую палитру цветов и оттенков, паспарту служит инструментом достижения цветового баланса между изображением и рамой; а также стеной, где расположена картина. Также включает в себя защитные функции — при перепадах температур и нарушении светового режима.
Паспарту даёт необходимый картине «воздух» и помогает решать декоративные задачи во время художественного оформления. При оформлении дизайнеры могут накладывать двойное и тройное паспарту, а также создавать нужный эффект с помощью графической резки паспарту.